# Amphibulus gracilis
Amphibulus gracilis är en stekelart som beskrevs av Joseph Kriechbaumer 1893. Amphibulus gracilis ingår i släktet Amphibulus och familjen brokparasitsteklar. Arten är reproducerande i Sverige. Inga underarter finns listade i Catalogue of Life.